# Charlotte Corday
Marie-Anne-Charlotte de Corday d'Armont a rămas în istorie sub numele de Charlotte Corday, (n. 27 iulie 1768, Ligneries⁠(d), Basse-Normandie, Franța – d. 17 iulie 1793, place de la Révolution, Île-de-France, Franța), ghilotinată în Paris, este o personalitate a Revoluției franceze, celebră pentru că l-a ucis pe Jean-Paul Marat, la 13 iulie 1793.

### Pregătirea atentatului
Ea a adresat francezilor la un moment dat un manifest intitulat: " Către francezii prietenii legii și ai păcii ". În acest testament politic, ea și-a anunțat și proiectul său de a-l asasina pe Marat, pentru a salva Republica.
În dimineața zilei de 13 iulie, ea a căutat de două ori, fără succes, să fie primită de către " L'Ami du Peuple" (Prietenul Poporului), cum era aclamat Marat. Îi vine atunci ideea să-i trimită o scurtă notă în care îl avertiza, chipurile, asupra unui complot. La sfârșitul zilei, neprimind răspuns, a decis să scrie un al doilea bilet pe care îl pune în buzunar, iese din cameră, cheamă o trăsură și merge la nr.20, Rue des Cordeliers. Ea și-a strecurat în corset un cuțit de bucătărie cu mâner de abanos și inel de argint, pe care l-a cumpărat dimineața, cu 40 de bani, într-un magazin sub arcadele de la Palais-Royal, la nr.177, actuala Galerie des Valois.
Este ora șapte seara, când trăsura se oprește în fața lui casei lui Marat.

### Asasinarea lui Marat

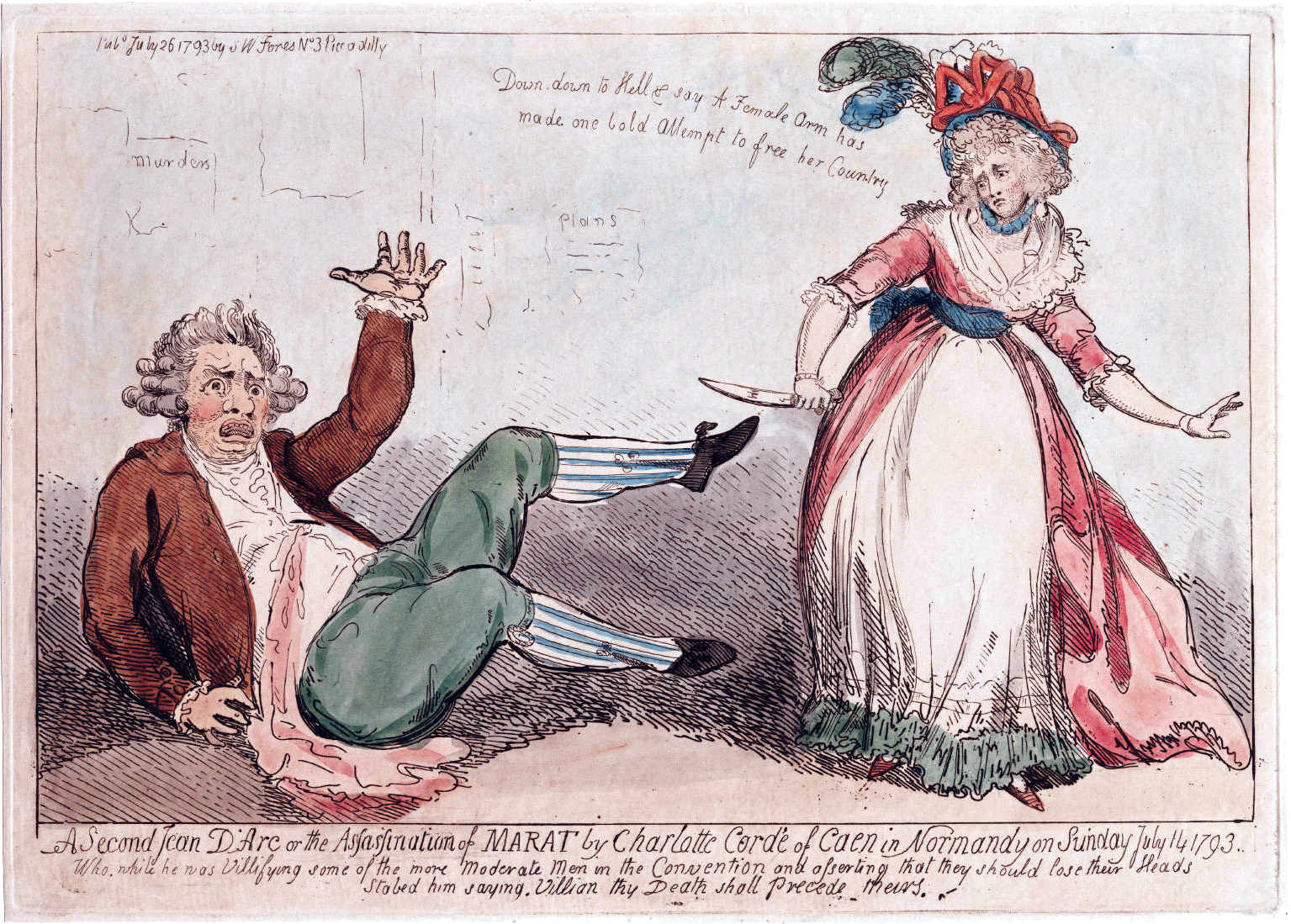
Asasinarea lui Marat de Isaac Cruikshank (1793).

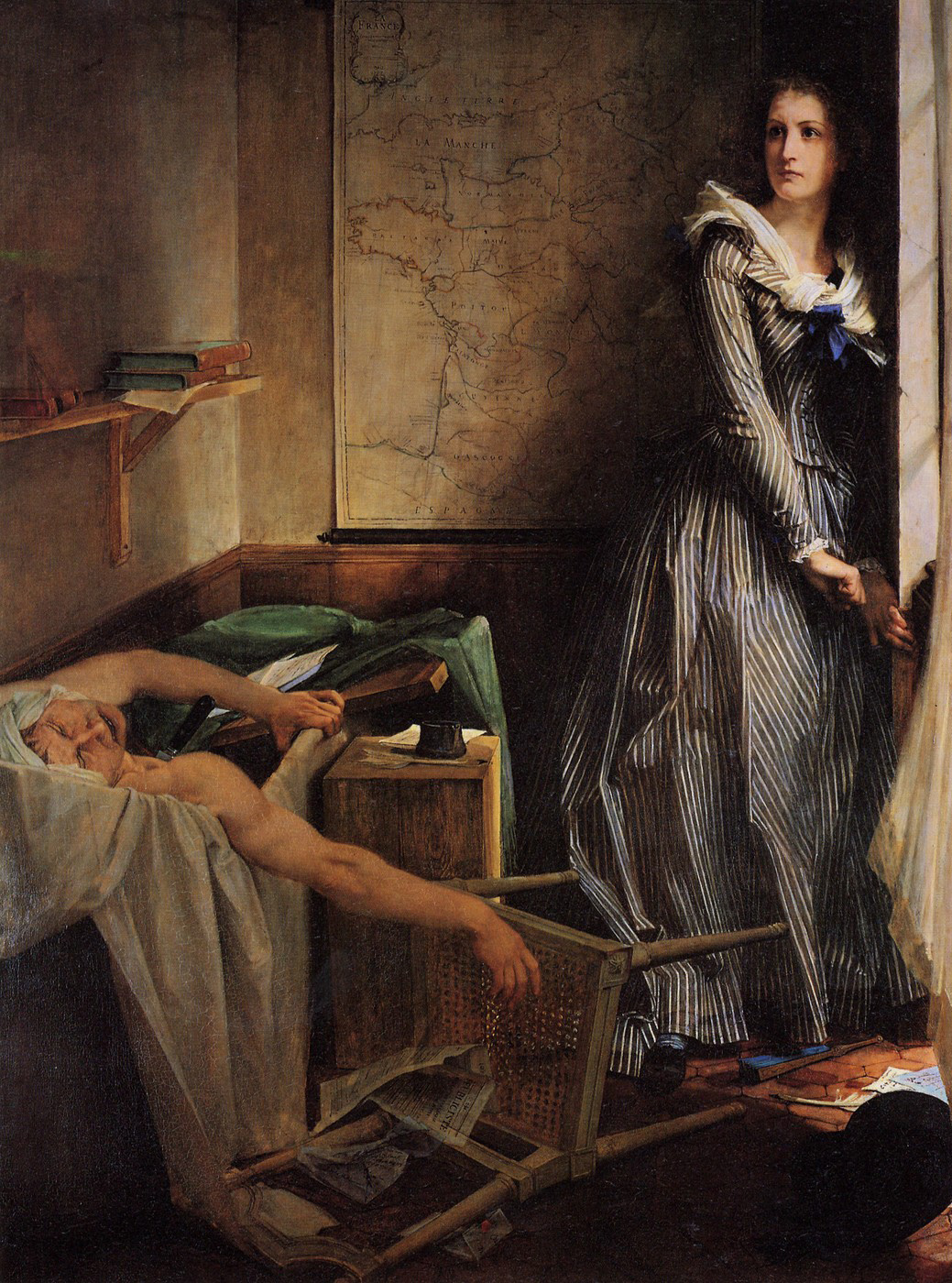
Reprezentarea asasinării lui Marat de către Baudry (1860).

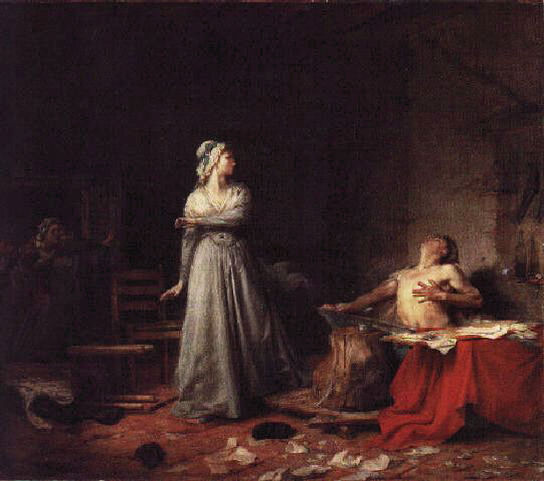
Reprezentarea asasinării lui Marat de către Santiago Rebull (1875).

Charlotte a reușit să se strecoare până în sala de baie unde se afla Marat și îl înjunghie. La strigătele muribundului, sosesc Simone Évrard, soția lui Marat și slujitorii, care reușesc să o imobilizeze. Protejată de furia mulțimii, este dusă  la închisoarea din L'Abbaye. Asupra ei s-a găsit o foaie de hârtie împăturită în opt, în care ea explică motivele gestului său care începea cu faimoasele cuvinte: "Până când, o, nefericiți francezi, vă veți complăcea în tulburare și vrajbă?"

### Procesul

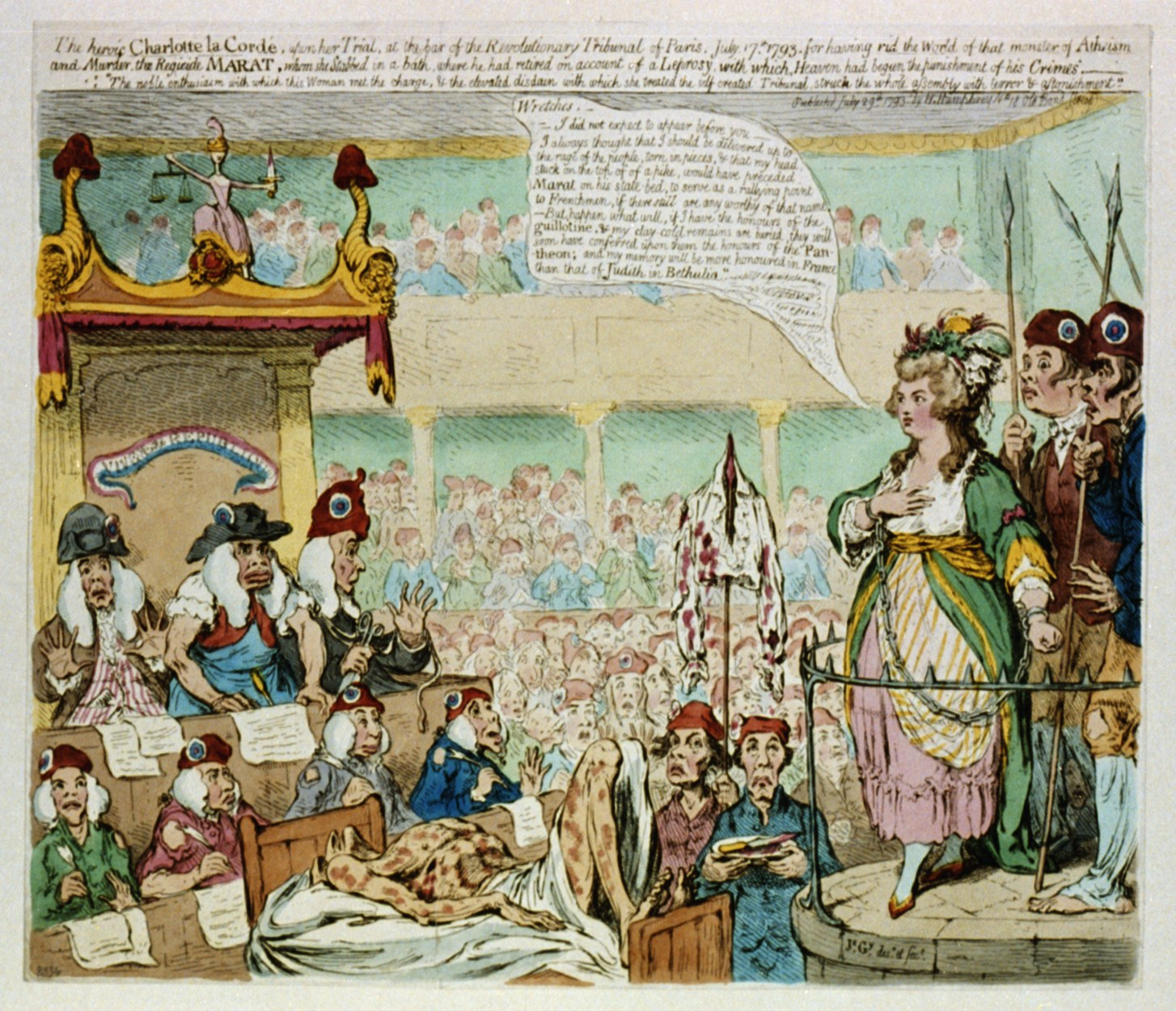
Charlotte Corday în fața tribunalului revoluționar de James Gillray

Transferată pe 15 iulie la Concierge, ea a compărut a doua zi în fața Tribunalului revoluționar.
După citirea actului de acuzare, audierea martorilor, se citește scrisoarea pe care a scris-o tatălui ei, pe 16 iulie, și care a fost interceptată și care începe cu cutremurătoarele cuvinte: "Iartă-mă, dragul meu tată, că am dispus de viața mea fără să îți cer permisiunea".
Curtea o condamnă pe Charlotte Corday la moarte și dispune să fie dusă la locul de execuție îmbrăcată în cămașa roșie rezervată criminalilor.

### Execuția
La moartea sa, acuzatorii iacobini ai Charlottei Corday cred că a acționat din dragoste pentru un bărbat, drept care dispun verificarea virginității ei. Spre nefericirea lor, Charlotte este declarată virgo intacta.
Încă din timpul procesului, ea este văzută fie ca o tiranicidă eliberatoare, fie este blamată ca o criminală paricidă. Multe piese de teatru îi sunt dedicate în secolul XIX. Alphonse de Lamartine, în Istoria Girondinilor, a numit-o "înger asasin". Istoricii secolului XIX o descriu fie ca pe o ardentă eroină a Revoluției franceze, fie ca pe o regalistă iluminată.

## Legături externe
- Images of Charlotte Corday and of places related to her life, Vimoutiers.
- Charlotte Corday (video), News, France 3.